# Daroca
Daroca ist eine Stadt und eine spanische Gemeinde (municipio) mit 1.919 Einwohnern (Stand: 2024) im Südwesten der Provinz Saragossa in der Autonomen Gemeinschaft Aragonien. Die zur bevölkerungsarmen Serranía Celtibérica gehörende Kleinstadt ist zweigeteilt in eine Unter- und Oberstadt.

## Lage und Klima
Die Stadt Daroca liegt im Tal der Río Jiloca gut 86 km (Fahrtstrecke) südwestlich der Provinzhauptstadt Saragossa in einer Höhe von etwa 780 bis 850 m; die sehenswerte Stadt Calatayud befindet sich nur etwa 38 km nordwestlich. Das Klima ist gemäßigt bis warm; Regen (ca. 400 mm/Jahr) fällt übers Jahr verteilt.

## Bevölkerungsentwicklung
| Jahr      | 1857 | 1900 | 1950 | 2000 | 2024 |
| Einwohner | 3102 | 3641 | 3847 | 2286 | 1919 |

Die zunehmende Mechanisierung der Landwirtschaft führte in der zweiten Hälfte des 20. Jahrhunderts zu einem kontinuierlichen Verlust an Arbeitsplätzen und somit auch zu einem immer noch anhaltenden Bevölkerungsrückgang.

## Wirtschaft
Bis auf den heutigen Tag leben die Bewohner des Ortes direkt oder indirekt (als Bauern, Arbiter, Händler oder Handwerker) von der Landwirtschaft. Der Weinbau spielte im 19. Jahrhundert bis zum Ausbruch der Reblauskrise eine große wirtschaftliche Rolle, an die einige Winzer anzuknüpfen versuchen. Heute wird die Landwirtschaft vermehrt durch kleinere Betriebe der Lebensmittelindustrie ergänzt.

## Geschichte
Keltische, römische und westgotische Spuren wurden in der Region bislang nicht entdeckt und so ist anzunehmen, dass der Ort wahrscheinlich um das Jahr 800 von den Mauren gegründet wurde. Nach der christlichen Rückeroberung (reconquista) Aragóns in der Zeit um 1100 entwickelte sich der Ort weiter, war aber zwischen Aragón und Kastilien umstritten; so wurde er im 13./14. Jahrhundert mit einer imposanten Stadtbefestigung gesichert, zu der zusätzlich zu den 116 Türmen auch drei Burgen (castillos) gehörten. Peter IV. von Aragón (reg. 1336–1387) verlieh dem Ort im Jahr 1366 die vollen Stadtrechte (villa). Der Territorialstreit mit Kastilien endete erst mit der Eheschließung der Katholischen Könige Isabella I. von Kastilien und Ferdinand II. von Aragón im Jahr 1469. Im 16. Jahrhundert erlebte der Ort seine Blütezeit.

## Sehenswürdigkeiten

Restaurierte Stadtmauer

- Die ehemals circa vier Kilometer lange und bis zu zehn Meter hohe Stadtmauer war die größte in ganz Aragón; sie wurde in Teilen restauriert. Vier Stadttore sind noch erhalten: Puerta Baja, Puerta Alta, Portal de Valencia und Puerta del Arrabal.
- Die Ruine des Castillo Mayor überragt den Ort. Die Burg wurde von den Mauren nach alter Berbermanier aus Stampflehm errichtet; die christlichen Teile wurden gemauert.
- Vom Castillo de San Cristóbal steht nur noch der ehemalige Bergfried (torre del homenaje).
- Im 14. Jahrhundert wurde das Castillo de San Jorge erbaut.
- Im 16. Jahrhundert wurde der kleinere Stadtberg untertunnelt (Mina de Daroca).
- Die Kirche San Juan de la Cuesta hat eine Apsis im Mudéjar-Stil. Strebepfeiler für ein Gewölbe sind vorhanden, doch hat das Kirchenschiff heute ein zum Innern hin offenes Satteldach.
- Die Kirche San Miguel verfügt noch über ihr romanisches Portal. Im Innern dominieren schlichte spätromanische bzw. frühgotische Formen.
- Der nahezu freistehende Glockenturm der Iglesia de Santo Domingo de Silos überragt das alte Stadtzentrum.
- Bei der dreischiffigen und sterngewölbten Kollegiatkirche Colegiata de Santa Maria de los Sagrados Corporales überwiegen spätgotische und Renaissanceformen.

außerhalb
- Die Ermita de Nazaret befindet sich unterhalb eines Felsens.

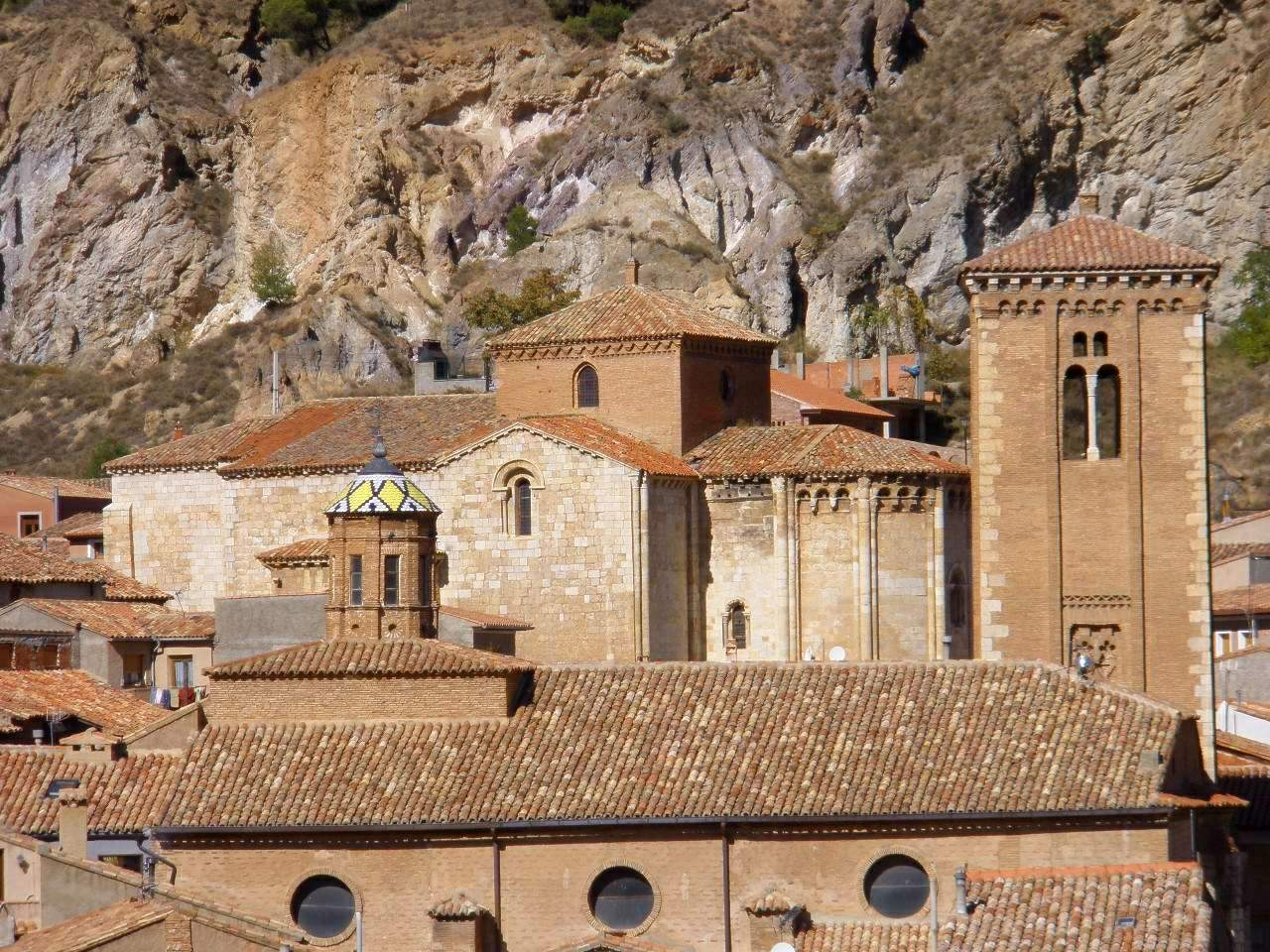
Kirchen Santo Domingo de Silos und San Miguel
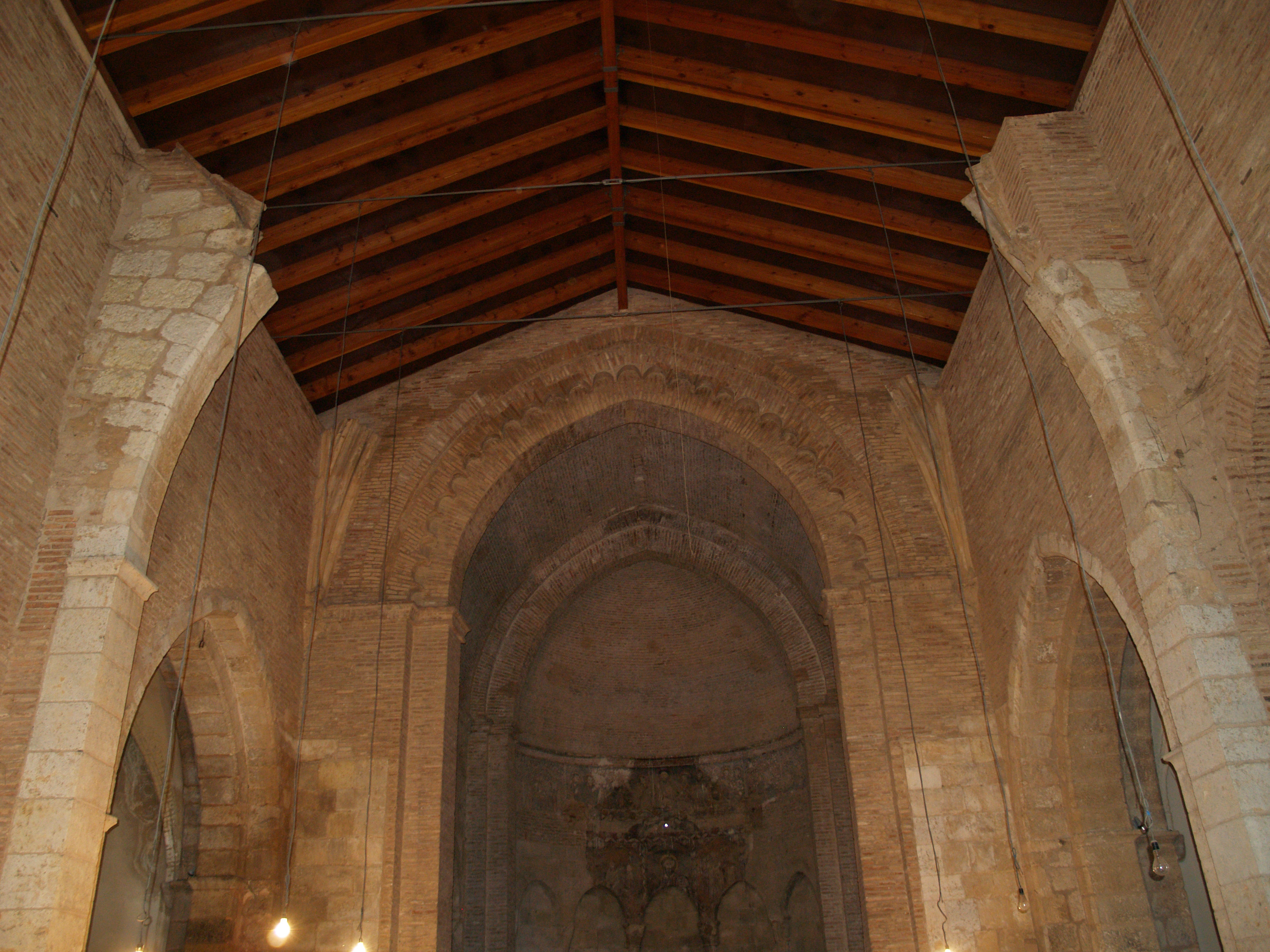
Iglesia de San Juan de la Cuesta
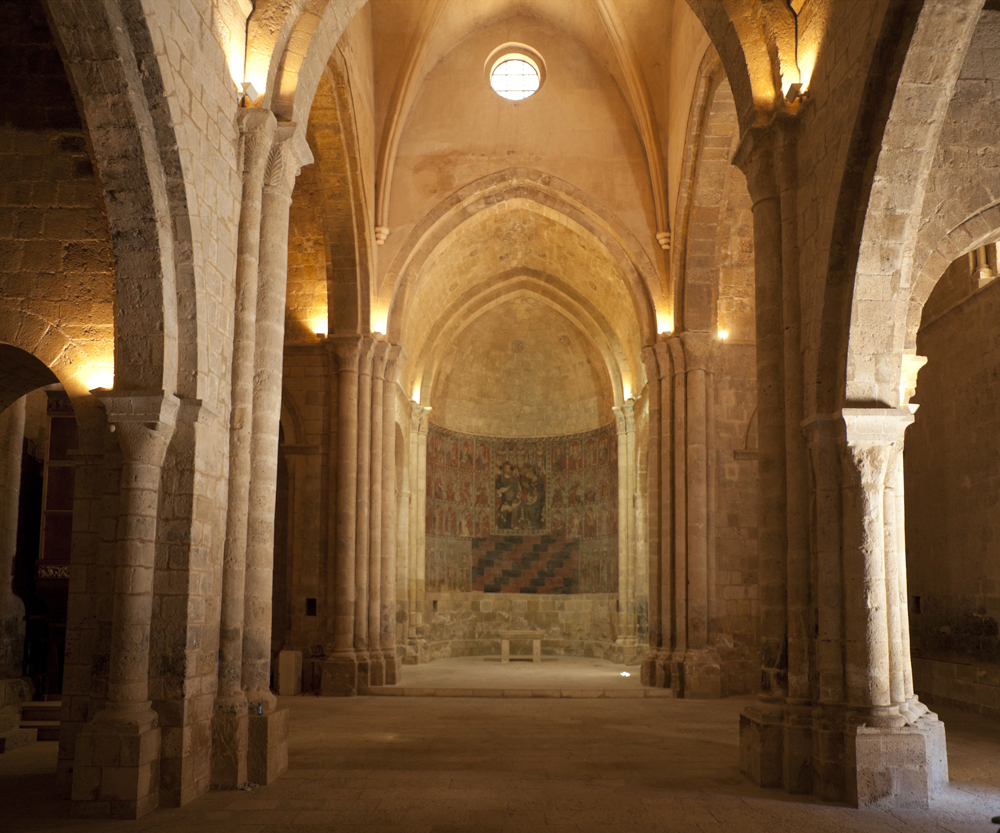
Iglesia de San Miguel
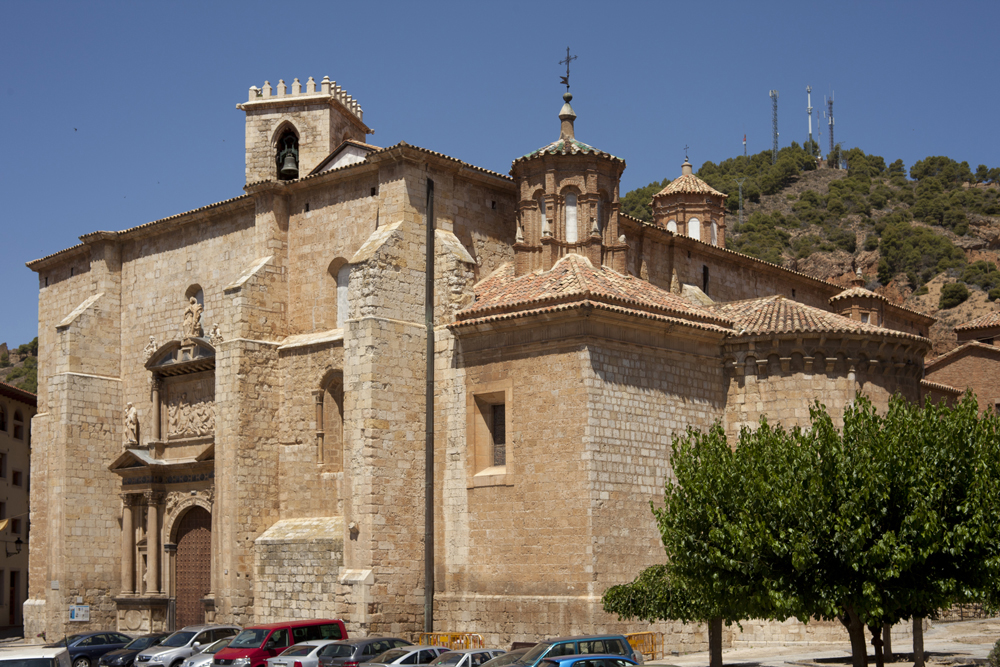
Kollegiatkirche
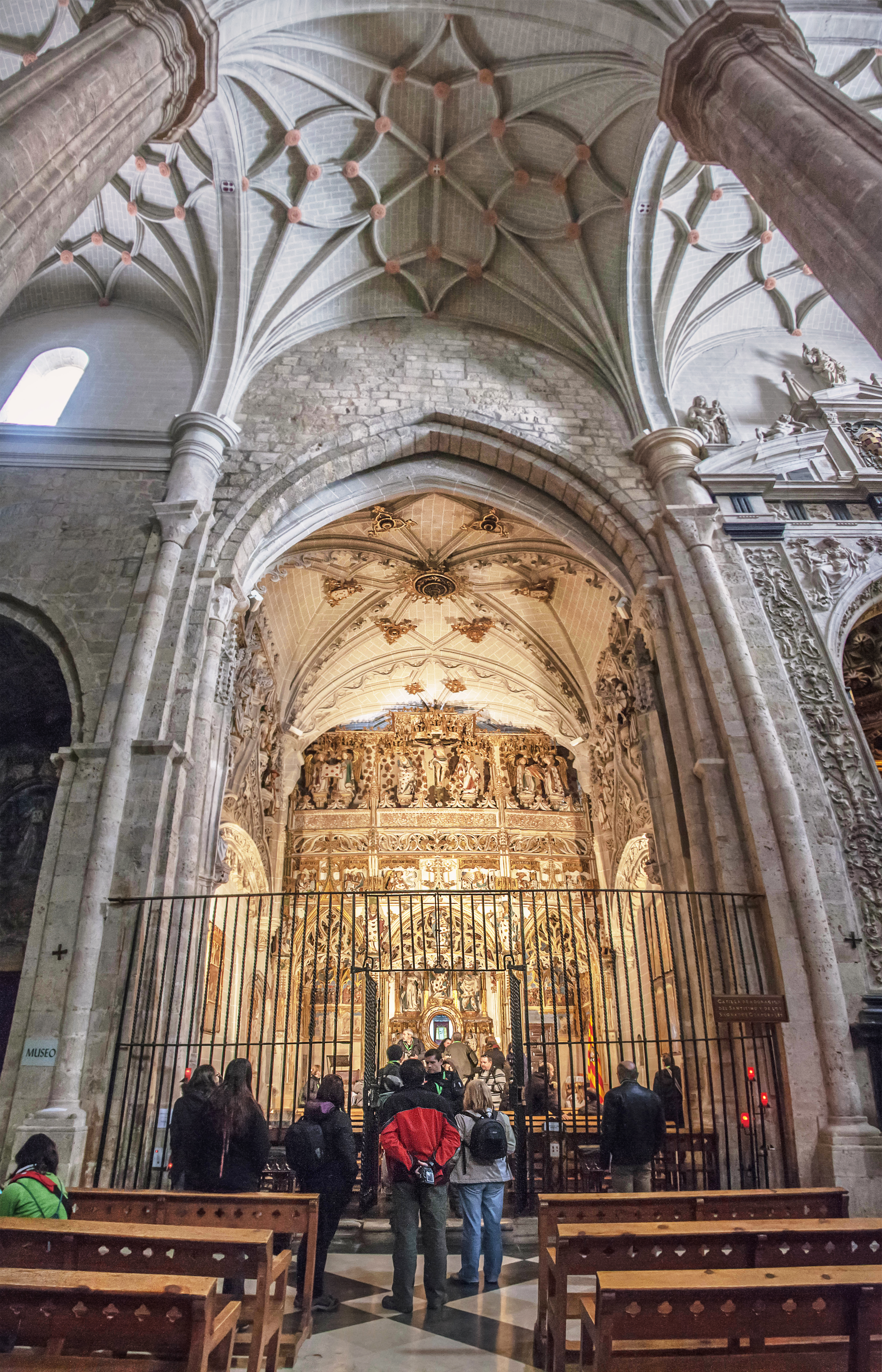
Capilla de los Corporales in der Kollegiatkirche
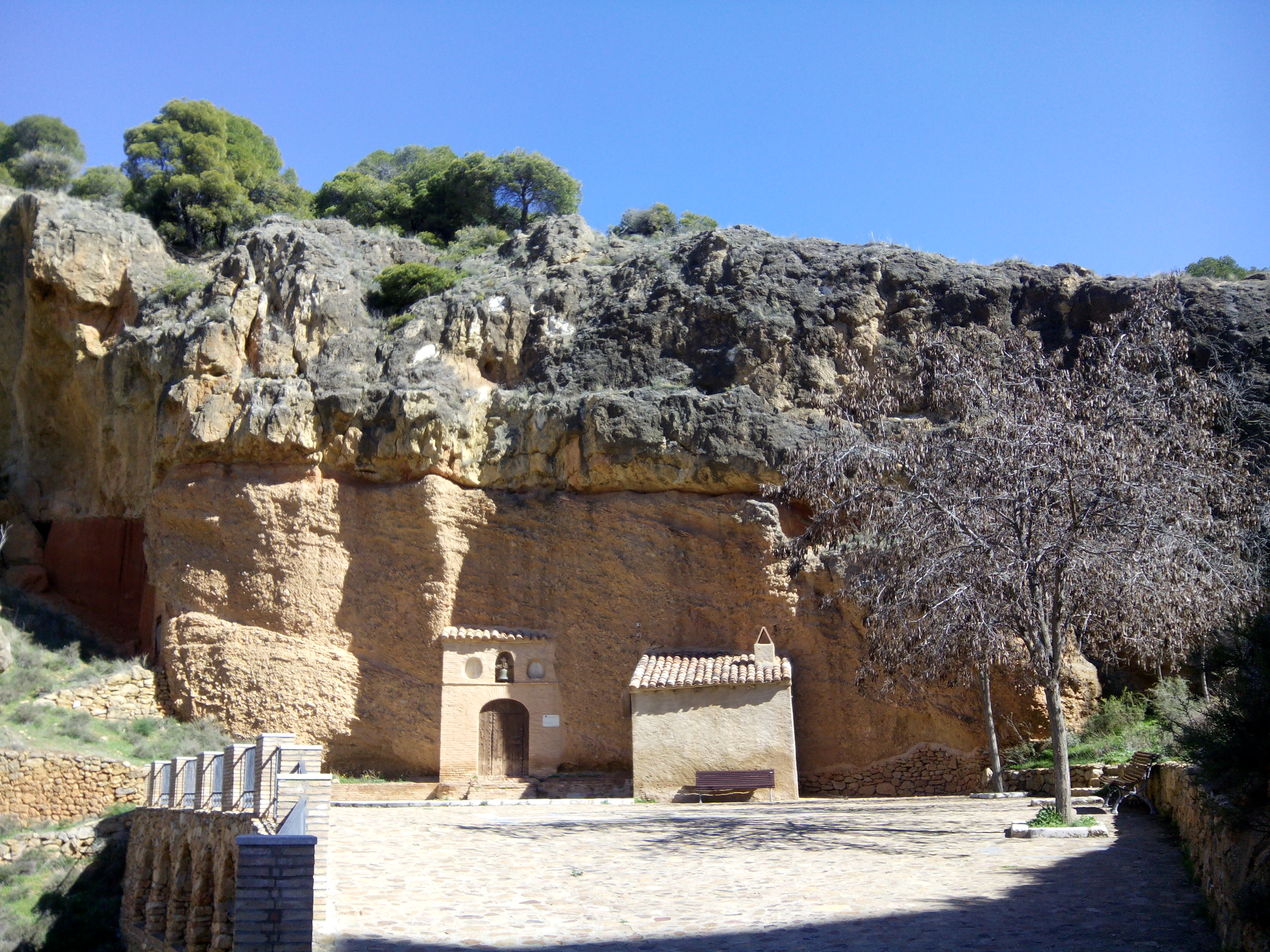
Ermita de Nazaret

## Partnerschaft
Mit der spanischen Gemeinde Carboneras de Guadazaón in der Provinz Cuenca (Kastilien-León) besteht eine Partnerschaft.